# Rio Bananal (ort)
Rio Bananal är en ort i Brasilien.   Den ligger i kommunen Rio Bananal och delstaten Espírito Santo, i den sydöstra delen av landet, 900 km öster om huvudstaden Brasília. Rio Bananal ligger 70 meter över havet och antalet invånare är 4 814.
Terrängen runt Rio Bananal är kuperad åt sydväst, men åt nordost är den platt. Rio Bananal ligger nere i en dal. Runt Rio Bananal är det ganska glesbefolkat, med 21 invånare per kvadratkilometer..
Omgivningarna runt Rio Bananal är en mosaik av jordbruksmark och naturlig växtlighet.